# Paranoratha fusca
Paranoratha fusca är en fjärilsart som beskrevs av George Thomas Bethune-Baker 1908. Paranoratha fusca ingår i släktet Paranoratha och familjen nattflyn. Inga underarter finns listade i Catalogue of Life.